# Tulsa Shock 2015
La stagione 2015 delle Tulsa Shock fu la 18ª nella WNBA per la franchigia.
Le Tulsa Shock arrivarono terze nella Western Conference con un record di 18-16. Nei play-off persero la semifinale di conference con le Phoenix Mercury (2-0).

## Roster
| N° | Naz.                   | Ruolo | Sportivo          | Anno | Alt. | Peso |
| -- | ---------------------- | ----- | ----------------- | ---- | ---- | ---- |
| 0  | Stati Uniti (bandiera) | G     | Odyssey Sims      | 1992 | 173  | 73   |
| 1  | Stati Uniti (bandiera) | G     | Brianna Kiesel    | 1993 | 170  | 57   |
| 2  | Stati Uniti (bandiera) | G     | Riquna Williams   | 1990 | 170  | 75   |
| 3  | Stati Uniti (bandiera) | C     | Courtney Paris    | 1987 | 193  | 113  |
| 4  | Stati Uniti (bandiera) | G     | Skylar Diggins    | 1990 | 175  | 66   |
| 12 | Stati Uniti (bandiera) | G     | Brittany Hrynko   | 1993 | 173  | 69   |
| 13 | Stati Uniti (bandiera) | GA    | Karima Christmas  | 1989 | 183  | 82   |
| 22 | Stati Uniti (bandiera) | AC    | Plenette Pierson  | 1981 | 188  | 81   |
| 24 | Stati Uniti (bandiera) | A     | Vicki Baugh       | 1989 | 193  | 86   |
| 32 | Svezia (bandiera)      | C     | Amanda Zahui      | 1993 | 196  | 113  |
| 33 | Stati Uniti (bandiera) | A     | Tiffany Jackson   | 1985 | 191  | 84   |
| 35 | Stati Uniti (bandiera) | A     | Jordan Hooper     | 1992 | 188  | 84   |
| 55 | Stati Uniti (bandiera) | A     | Theresa Plaisance | 1992 | 196  | 91   |

## Staff tecnico
- Allenatori: Fred Williams
- Vice-allenatori: Bridget Pettis, Ed Baldwin
- Preparatore atletico: Allison Russell